# Hippodrome de Gávea
L'Hippodrome de Gávea (en portugais : Hipódromo da Gávea) est un hippodrome utilisé pour les courses de chevaux, situé dans le quartier de Gávea à Rio de Janeiro, au Brésil. Il se trouve près du lac Rodrigo de Freitas, et est familièrement appelé Jockey Club.

## Description
Construit en 1926, il compte 3 000 sièges et une capacité globale de 80 000 spectateurs.
Il dispose de tribunes, d’une capacité de 2300 personnes, d’un village équestre, d’un pavillon d’arrivée et d’une école pour apprentis jockeys.
Le premier Grand Prix du Brésil s'y est déroulé en 1933. Actuellement, pour cet évènement, le premier dimanche d’août, plus de 50 000 personnes affluent à l’hippodrome de Gávea.